# (657) Gunlöd
(657) Gunlöd est un astéroïde de la ceinture principale.

## Description
(657) Gunlöd est un astéroïde de la ceinture principale découvert le 23 janvier 1908 par l'astronome allemand August Kopff à Heidelberg. Sa désignation provisoire était 1908 BV.
Il est nommé en référence à Gunnlöð, fille de Suttung, gardienne de l'hydromel poétique dans la mythologie nordique.